# Ritratto di Suzanne Bloch
Ritratto di Suzanne Bloch è un dipinto a olio su tela eseguito dall'artista spagnolo Pablo Picasso a Parigi nel 1904, verso la fine del suo Periodo Blu. Il soggetto, Suzanne Bloch, era una cantante nota per le sue interpretazioni di Wagner e la sorella del violinista Henri Bloch. Il dipinto è ospitato nel Museo d'arte di San Paolo.

## Descrizione
Il ritratto a olio è stato descritto da Luiz Marques, professore di storia dell'arte all'Unicamp, come esemplare del "periodo blu, al quale appartiene pienamente". È stato definito l'ultimo lavoro importante del periodo blu, sebbene Palau i Fabre affermi che è "difficile datare e determinare la fase di transizione da un periodo all'altro, che in ogni caso non fu un cambiamento improvviso ma un progresso delicatamente sfumato, sebbene intermittente". In modo simile, Denys Chevalier ha scritto: "Ogni tentativo... di datare il periodo blu con troppa precisione può solo portare a errori". 
Il dipinto, completamente permeato da un'aura cupa e malinconica, è reso in tonalità monocromatiche, che variano dal blu al verde-azzurro, con la presenza sporadica di toni più caldi. Tuttavia, è possibile notare che il dipinto annuncia già alcune caratteristiche di una futura transizione nello stile pittorico del pittore spagnolo, prefigurando il cubismo. Nelle parole di Camesasca, citate da Marques: "[…] questo ritratto è segnato dall'emergere di una riflessione sulla struttura plastico-cromatica delle opere di Cézanne, nell'ambito di un 'postimpressionismo, già assorbito nei problemi che faranno esplodere l'arte".